# Грци муслимани
Грци муслимани (грч. Έλληνες μουσουλμάνοι), такође познати као гркофони муслимани, јесу муслимани грчког етничког порекла чије усвајање ислама (а често и турског језика и идентитета) датира из тог периода османске владавине на јужном Балкану. Они се првенствено састоје од потомака елитног отоманског јаничарског корпуса и преобраћеника на ислам из отоманског доба из Грчке Македоније (нпр. Валахади), Крита (критски муслимани) и североисточне Анадолије и Понтских Алпа (Понтијски Грци). Тренутно се налазе углавном на западу Турске (посебно у регионима Измира, Бурсе и Једрена) и на североистоку (посебно у регионима Трабзон, Гумушхане, Сивас, Ерзинџан, Ерзурум и Карс).
Упркос свом етничком грчком пореклу, савремени грчкофони муслимани Турске су се стално асимилирали у муслиманско становништво које говори турски. Значајан број грчкофоних муслимана, не само старији, већ чак и млади људи, задржали су знање о својим грчким дијалектима, као што су критски и понтијски грчки. Због њиховог постепеног потурчења, као и блиске повезаности Грчке и Грка са православним хришћанством и њиховог статуса као историјске, војне претње Турској Републици, врло мало њих ће вероватно себе назвати грчким муслиманима. У Грчкој се муслимани који говоре грчки обично не сматрају припадницима грчке нације.
У касном отоманском периоду, посебно након грчко-турског рата (1897), неколико заједница грчкофоних муслимана са Крита и јужне Грчке такође је пресељено у Либију, Либан и Сирију, где су, у градовима попут Ал Хамидија, неки од старија генерација и даље говори грчки. Историјски гледано, грчко православље се повезивало са Ромиос (тј. Грком), а ислам са Турчинством, упркос етничкој припадности или језику.
Већина муслимана који говоре грчки у Грчкој отишла је у Турску током 1920-их година током размене становништва према Конвенцији о размени грчког и турског становништва (у замену за хришћане који говоре турски као што су Караманлиди). Због историјске улоге, етничка припадност или језик је била главни фактор који се користио током размене становништва. Сви муслимани који су напустили Грчку сматрани су „Турцима“, док су сви православни који су напуштали Турску сматрани „Грцима“, опет без обзира на њихову етничку припадност или језик. Изузетак је направљен за домородачке муслиманске Помаке и Турке из западне Тракије који живе источно од реке Нестос у источној Македонији и Тракији, северна Грчка, које је грчка влада званично признала као верску мањину.
У Турској, где живи већина муслимана који говоре грчки, постоје различите групе грчких муслимана, неки аутохтони, неки из делова данашње Грчке и Кипра који су мигрирали у Турску у оквиру размене становништва или имиграције.

## Мотиви за прелазак на ислам
По правилу, Османлије нису захтевале од Грка или било које друге неисламске групе да постану муслимани. У ствари, они су то обесхрабрили, јер би се дими (немуслимански становник) могао лакше искористити на различите начине.

### Опорезивање
Дими су били подложни великом порезу на џизију, који је износио око 20%, наспрам муслиманског зеката који је износио око 3%. Други велики порези били су дефтер и испенџа и харач, при чему је издат документ у којем се наводи да „ималац ове потврде може да држи главу на раменима пошто је платио порез Χαρατσι за ову годину...“ Сви ови порези су нестајали ако би особа прешла на ислам.

### Данак у крви
Немуслимани су такође били подвргнути пракси попут данка у крви, у којој су Османлије узимале хришћанске дечаке из њихових породица и касније их претварали у ислам са циљем да одаберу и обуче оне најспособније за водеће позиције у османском друштву.

### Правни систем
Још једна корист коју су конвертити добили је боља правна заштита. Османско царство је имало два одвојена судска система, исламски суд и неисламски суд, при чему су одлуке првог замениле оне другог. Пошто су немуслимани били забрањени на исламском суду, они нису могли да бране своје случајеве и били су осуђени на сваки пут да изгубе.

### Могућности за послове
Конверзија је такође донела веће изгледе за запошљавање и могућности напредовања у отоманској владиној бирократији и војсци. Касније су ови људи постали део муслиманске заједнице милет система, који је био уско повезан са исламским верским правилима. У то време, људи су били везани за своје милете својом верском опредељеношћу (или својим конфесионалним заједницама), а не етничким пореклом. Муслиманске заједнице су напредовале под Отоманским царством, а како отомански закон није признавао такве појмове као што је етничка припадност, муслимани свих етничких група уживали су потпуно иста права и привилегије.

### Избегавање ропства
Током грчког рата за независност, отоманске египатске трупе под вођством египатског Ибрахим-паше опустошиле су острво Крит и грчка села Мореје, где су муслимански египатски војници поробили огроман број хришћанске грчке деце и жена. Ибрахим је организовао масовно превођење поробљене грчке деце у ислам. Поробљени Грци су касније пребачени у Египат, где су продати. Неколико деценија касније, 1843. године, енглески путник и писац сер Џон Гарднер Вилкинсон описао је стање поробљених Грка који су прешли на ислам у Египту:
Бели робови — У Египту постоје бели робови и робови обојених боја. [...] Има [на пример] неких Грка који су одведени у рату за независност. [...] У Египту, официри у рангу су углавном слободни робови. Видео сам у базарима у Каиру грчке робове који су били отргнути из своје земље, у време када је требало да добије своју слободу; Видео сам их касније како имају скоро све најважније цивилне и војне оцене; и неко би могао бити готово у искушењу да помисли да њихово ропство није несрећа, када би се могао заборавити туга њихових родитеља што су их видели одведене, у време када су се надали да ће им завештати веру ослобођену прогона и препорођену земља.
Велики број Грка и Словена постао је муслимански да би избегли ове невоље. Прелазак на ислам је брз, а Отоманско царство није чувало обимну документацију о религијама својих појединачних поданика. Једини услов је био да знате турски, да кажете да сте муслиман и да се можда обрежете. Обраћеници би такође могли да сигнализирају своје преобраћење носећи светлију одећу коју преферирају муслимани, а не сиву одећу хришћана и Јевреја у царству.
Грчки језик има посебан глагол, τουρκευω (тоуркево), који значи „потурчити се“. Еквивалент у српском и другим јужнословенским језицима је турчити (несвршено) или потурчити (свршено). Лажне конверзије су биле уобичајене; објашњавају зашто многи људи на Балкану имају турска презимена са суфиксима попут -оглу.

## Грчки муслимани Понта и Кавказа

### Географска дисперзија
Понтијски грчки (који се на Понту назива Ρωμαιικα Ромеика, а не Ποντιακα Понтиака као што је то у Грчкој), говоре велике заједнице понтског грчког муслиманског порекла, које се простиру у близини јужне обале Црног мора. Гркофони понтијски муслимани се налазе у провинцији Трабзон у следећим областима:
- У граду Тоња и у шест села Тоња округа.
- У шест села општинског ентитета Бешкој у централном и Кепрубаши округу Сурмене.
- У девет села долине Гаљане у Мачком округу. Ови грчкофони муслимани су пресељени тамо у напуштене некадашње грчке православне понтијске настамбе из области Бешкоја након разорне поплаве 1929. године.
- У долини Оф, која садржи највећи скуп говорника понтијског језика.
- У округу Чајкара постоје 23 грчкофона муслиманска села, иако су због миграције ови бројеви варирали; према изворним говорницима тог подручја, било је око 70 грчкофоних муслиманских села у округу Чајкара.[10]
- Дванаест грчкофоних муслиманских села се такође налази у округу Дернекпазарı.
- У другим насељима као што су Ризе (са великом концентрацијом у округу Икиздере), Ерзинцан, Гумусхане, делови провинције Ерзерум, и провинција бившег Руског царства, област Карс и Грузија.

Данас ови муслимани који говоре грчки себе сматрају и идентификују као Турци. Без обзира на то, велики број њих је задржао знање и/или течно говори грчки, који је и даље матерњи језик чак и младим понтским муслиманима. Мушкарци су обично двојезични на турском и понтијском грчком, док многе жене говоре једнојезично понтијски грчки.

### Историја
Многи понтски староседеоци су претворени у ислам током прва два века након отоманског освајања региона. Заузимајући високе војне и верске положаје у царству, њихова елита је била интегрисана у владајућу класу империјалног друштва. Преобраћено становништво је прихватило отомански идентитет, али су у многим случајевима људи задржали своје локалне, матерње језике. Године 1914, према званичним проценама Васељенске Патријаршије, само на Понту је избројано око 190.000 грчкофоних муслимана. Током година дошло је до тешке емиграције из региона Трабзона у друге делове Турске, у места као што су Истанбул, Сакарија, Зонгулдак, Бурса и Адапазари. Дошло је и до емиграције из Турске, на пример у Немачку као гастарбајтери током 1960-их.

### Лингвоними
У Турској се понтске грчке муслиманске заједнице понекад називају Рум. Међутим, као и са Јунан (на турском за „грчки“) или са енглеском речју „грчки“, овај термин „у Турској се повезује са Грчком и/или хришћанством, а многи понтијски грчки муслимани одбијају такву идентификацију. Ендоним за понтски грчки је Ромеика, док су Румца и/или Румцика турски егзоними за све грчке дијалекте који се говоре у Турској. Оба су изведена од ρωμαιικα, буквално „римског“, али се односи на Византинце. Савремени Грци свој језик називају ελληνικα (Хеленика), што значи грчки, апелат који је заменио претходни термин Ромејка почетком 19. века. У Турској се стандардни модерни грчки зове Yunanca; старогрчки се назива или  Eski Yunanca или Grekçe.

### Религијска пракса
Према раду Хита В. Лоурија о османским пореским књигама, већина „Турака“ у Трабзону и региону Понтских Алпа у североисточној Анадолији је понтског грчког порекла. Гркофони понтијски муслимани су познати у Турској по својој конзервативној привржености сунитском исламу ханефијске школе и познати су по томе што су дали многе учитеље Курана. Суфијски редови као што су Кадири и Накшбанди имају велики утицај.

## Критски муслимани
Термин Критски Турци (турски: Girit Türkleri, грчки: Τουρκοκρητικοί) или Критски муслимани (турски: Girit Müslümanları) односи се на муслимане који говоре грчки који су стигли у Турску после или нешто пре почетка Турске Грчка владавина на Криту 1908. а посебно у контексту споразума о размени грчког и турског становништва из 1923. године. Пре пресељења у Турску, погоршани комунални односи између критских грчких хришћана и грчкофоних критских муслимана натерали су ове последње да се идентификују са отоманским, а касније и турским идентитетом.

### Географска дисперзија
Критски муслимани су се углавном населили на обали, која се протеже од Чанакалеа до Искендеруна. Османлије су Османлије преселиле значајан број у друге области под контролом Османлија широм источног Медитерана након успостављања аутономне Критске државе 1898. Већина је завршила у приморској Сирији и Либану, посебно у граду Ал-Хамидија у Сирији (названом након османског султана који их је тамо населио) и Триполи у Либану, где многи и даље говоре грчки као матерњи језик. Други су пресељени у Отоманску Триполитанију, посебно у источне градове попут Сузе и Бенгазија, где се разликују по грчким презименима. Многи од старијих чланова ове последње заједнице још увек говоре критски грчки у својим домовима.
Мала заједница грчких критских муслимана још увек живи у Грчкој на Додеканеским острвима Родос и Кос. Ове заједнице су формиране пре него што је ово подручје постало део Грчке 1948. године, када су се њихови преци тамо доселили са Крита, а њихови чланови су интегрисани у локално муслиманско становништво као данас Турци.

### Језик
Неки грчкофони муслимани Крита састављали су литературу за своју заједницу на грчком језику, као што су песме, али су је писали арапским писмом.
Данас, у разним насељима дуж обале Егејског мора, старији грчкофони критски муслимани још увек говоре критски грчки. Многи у млађим генерацијама течно говоре грчки језик.
Често припадници муслиманске заједнице Крита нису свесни да је језик који говоре грчки. Често они свој матерњи језик називају критски (Kritika Κρητικά или Giritçe) уместо грчким.

### Религијска пракса
Гркофони критски муслимани су сунити (ханефијског) обреда, са веома утицајном мањином бекташија која је помогла у обликовању народног ислама и верске толеранције целе заједнице.

## Епирски муслимани
Муслимани из региона Епира, познати под заједничким именом Yanyalılar (једнина Yanyalı, што значи „особа из Јањине“) на турском и Τουρκογιαννιωτες на грчком (једнина Τουρκογιανωνιω, два таласа од Турске, што значи „Туркојански талас“ у преводу Туркојанијана, пристижу 1912. и после 1923. Након размене становништва, грчкофони епиротски муслимани су се населили у анатолском делу Истанбула, посебно у областима од Еренкоја до Картала, које су раније биле насељене богатим православним Грцима. Иако је већина епиротског муслиманског становништва била албанског порекла, грчкофоне муслиманске заједнице постојале су у градовима Соули, Маргарити, Јањина, Превеза, Лоурос, Парамитиа, Коница, и другде у планинском региону Пинда. Муслиманско становништво које је говорило грчки које је чинило већину у Јањини и Парамитији, са знатним бројем који је живело у Парги и вероватно Превези, „делило је исти пут изградње идентитета, без очигледне диференцијације између њих и њихових албанских- састанци који говоре."
Хоџа Садедин, муслиман који је говорио грчки из Јањине у 18. веку, био је први преводилац Аристотела на турски. Неки грчкофони муслимани Јањине састављали су литературу за своју заједницу на грчком језику, као што су песме, користећи арапско писмо. На крају, муслимани из Епира који су углавном били албанског порекла су уместо тога описани као чамски Албанци.

## Македонски грчки муслимани
Муслимани који говоре грчки који су живели у Бистрицу у западној Македонији били су познати под заједничким именом Валахади; вероватно су масовно прешли на ислам крајем 1700-их. Валахади су задржали велики део своје грчке културе и језика. Ово је у супротности са већином Грка који су прешли на ислам из Грчке Македоније, других делова Македоније и другде на јужном Балкану, који су генерално усвојили турски језик и идентитет и потпуно се асимилирали у османску владајућу елиту. Према процени Тодора Симовског (1972), у Грчкој Македонији је 1912. живело 13.753 Грка муслимана.
У 20. веку, други Грци су сматрали да су Валахади постали Турци и нису били изузети од размене становништва између Грчке и Турске 1922–1923. Валахади су пресељени у западну Малу Азију, у градове као што су Кумбургаз, Бујукчекмеџе и Чаталџа или у села попут Хоназа близу Денизлија. Многи Валлахади и даље говоре грчким језиком, који зову Ромејка и потпуно су се асимилирали у главни ток турских муслимана као Турци.

## Tесалијски грчки муслимани
Муслимани који су говорили грчки живели су у Тесалији, углавном у градовима као што су Лариса, Трикала, Кардица, Алмирос и Волос и око њих.
Гркофоне муслиманске заједнице постојале су у градовима и одређеним селима Еласона, Тирнавос и Алмирос. Према Лампросу Кутсоникасу, муслимани у кази Еласона живели су у шест села као што су Стефановоуно, Лофос, Галановриси и Доменико, као и у самом граду и припадали су групи Валахадима. Евлија Челеби, који је посетио ово подручје 1660-их, такође је поменуо у својим радовима да су говорили грчки. Он помиње да су многи муслимани Тесалије били конвертити грчког порекла. Конкретно, он пише да су муслимани Тирнова били преобраћеници и да није могао да разуме секту којој припадају муслимани Домокоса, тврдећи да су помешани са „неверницима“ и да су тако ослобођени плаћања пореза на харач. Штавише, Челебија уопште не помиње 12 такозваних турских села Кониар која се помињу у 18. веку, као што су Лигарија, Фалани, Итеа, Гонои, Крокио и Родија, на која су османски матичари упућивали у годишње књиге из 1506, 1521. и 1570. Ово указује да су муслимани Тесалије заиста углавном конвертитског порекла. Било је и неких муслимана влашког порекла асимилираних у ове заједнице, попут оних у селу Аргиропоули. Након Константинопољске конвенције 1881. године, ови муслимани су почели да емигрирају у области које су још увек под турском управом, укључујући и села Еласона.
Капетан артиљерије Вилијам Мартин Лик написао је у свом Путовању по северној Грчкој (1835) да је разговарао са бекташијским шеиком и везиром из Трикале на грчком. У ствари, он изричито наводи да је шеик користио реч „ανθρωπος” да дефинише људе. Британски генерални конзул Џон Елија Бланта приметио је у последњој четвртини 19. века: „Грчки такође углавном говоре турски становници, и чини се да је заједнички језик између Турака и хришћана“.
Истраживања о куповини имовине и добара евидентираних у архивама између 1882. и 1898. године, одмах након анексије, показују да је велика већина тесалијских муслимана који су постали грчки држављани умела да говори и пише грчки. Преводилац је био потребан само у 15% трансакција, од којих је половина укључивала жене, што би могло указивати на то да је већина тесалских муслиманки била једнојезична и вероватно неписмена. Међутим, знатна популација Черкеза и Татара била је насељена у Тесалији у другој половини 19. века, у градовима Јенишехир (Лариса), Велестино, Ермије (Алмирос) и селима Балабанли (Асимохори) и Локсада у Кардици. Могуће је да су они, а и албански муслимани, били ти који нису у потпуности разумели грчки језик. Штавише, неки муслимани су служили као преводиоци у овим трансакцијама.

## Грчки морејски/пелепонески муслимани
Муслимани који су говорили грчки живели су у градовима, тврђавама, градовима и неким селима у близини утврђених насеља на Пелепонезу, као што су Патрас, Рио, Триполи, Корони, Наварино и Метони. Евлија Челебија је такође поменуо у својој књизи да је језик свих муслимана у Мореји био урумша, који је демотски грчки. Он посебно помиње да су жене муслимана у замку Гордус биле немуслиманке. Каже да народи Гастоунија говоре Урумша, али да су ипак били побожни и пријатељски настројени. Он изричито наводи да су муслимани Лонганикоса били преобраћени Грци, или ахиријани.

## Муслимани кипарских Грка
Године 1878. муслимански становници Кипра чинили су отприлике једну трећину становништва острва од 120.000. Они су класификовани као Турци или као „неомуслимани“. Потоњи су били грчког порекла, исламизовани, али су говорили грчки, и по карактеру слични локалним хришћанима. Извештава се да је последња од таквих група стигла у Анталију 1936. Сматра се да су ове заједнице напустиле грчки језик током интеграције. Током 1950-их, на Кипру су још увек постојала четири муслиманска насеља која говоре грчки: Лапиту, Платанисо, Ајос Симеон и Галинопорни која су се идентификовала као Турци. Студија о генетици кипарских Турака из 2017. године показала је снажне генетске везе са њиховим сународницима православним кипарским Грцима.

## Грчки муслимани са Егејских острва
Упркос томе што током отоманског периода нису имала већинско муслиманско становништво, нека егејска острва као што су Хиос, Лезбос, Кос, Родос, Лемнос и Тенедос, као и на Кастелоризу, садржала су значајну муслиманску популацију грчког порекла. Пре Грчке револуције такође је било муслимана на острву Евбеја, али није било муслимана у групама Кикладских или Спорадиских острва. Евлија Челебија помиње да је на острву Егина 1660-их било 100 муслиманских кућа. На већини острва муслимани су живели само у и око главних центара острва. Данас на Косу и Родосу живе муслимани који говоре грчки, њих око 5-5.500, јер острва Додеканез којима је тада владала Италија нису била део Грчке и стога су била изузета од размене становништва. Међутим, многи су мигрирали након Париских мировних споразума 1947.

## Крим
У средњем веку грчко становништво Крима се традиционално придржавало источног православног хришћанства, чак и упркос језичкој асимилацији од стране локалних кримских Татара. 1777–1778, када је руска Катарина Велика освојила полуострво од Отоманског царства, локално православно становништво је насилно депортовано и насељено северно од Азовског мора. Да би избегли депортацију, неки Грци су одлучили да пређу на ислам. Муслимани села Керменчик (преименованог у Високо 1945) који говоре кримски татари задржали су свој грчки идентитет и неко време су у тајности практиковали хришћанство. У деветнаестом веку доња половина Керменчика била је насељена Грцима хришћанима из Турске, док је горња остала муслиманска. У време стаљинистичке депортације 1944, муслимани Керменчика су већ били идентификовани као кримски Татари и насилно су протерани у Централну Азију заједно са остатком етничких мањина на Криму.

## Либан и Сирија
У Триполију у Либану живи око 7.000 муслимана који говоре грчки и око 8.000 у Ал Хамидији у Сирији. Већина њих су муслимани критског порекла. Записи сугеришу да је заједница напустила Крит између 1866. и 1897. године, након избијања последњег Критског устанка против Отоманског царства, којим је окончан грчко-турски рат 1897. године. Султан Абдул Хамид пружио је критским муслиманским породицама које су побегле са острва уточиште на левантинској обали. Ново насеље је добило име Хамидије по султану.
Многи грчкофони муслимани Либана су донекле успели да очувају свој критски муслимански идентитет и грчки језик. За разлику од суседних заједница, они су моногамни и сматрају развод срамотом. До грађанског рата у Либану, њихова заједница је била блиско повезана и потпуно ендогамна. Међутим, многи од њих су напустили Либан током 15 година рата.
Муслимани који говоре грчки чине 60% становништва Ал Хамидије. Проценат може бити већи, али није коначан због хибридног односа у породицама. Заједница је веома забринута за одржавање своје културе. Познавање говорног грчког језика је изузетно добро, а њихов контакт са историјском домовином могућ је путем сателитске телевизије и родбине. Такође је познато да су моногамни. Данас се грчки становници Хамидије изјашњавају као критски муслимани, док неки други као критски Турци.
До 1988. многи грчкофони муслимани из Либана и Сирије су пријавили да су изложени дискриминацији од стране грчке амбасаде због своје верске припадности. На чланове заједнице би се гледало са равнодушношћу, па чак и непријатељски, и ускраћене би им визе и могућности да побољшају свој грчки кроз путовања у Грчку.

## Централна Азија
У средњем веку, после победе Селџука над византијским царем Романом IV, многи византијски Грци су одведени као робови у Централну Азију. Најпознатији међу њима био је Ал-Хазини, византијски грчки роб одведен у Мерв, тада у провинцији Хорасан у Персији, али сада у Туркменистану, који је касније ослобођен и постао познати муслимански научник.

## Муслимани делимичног грчког порекла
- Абу Фирас ал-Хамдани, (арапски: ابو فحراس), био је ан арапски принц и песник. Био је рођак Саифа ал-Давле и члан племићке породице Хамданида, који су били владари у северној Сирији и Горњој Месопотамији током 10. века. Служио је Саифа ал-Давле као гувернер Манбија, био је и и дворски песник, био је активан у ратовима свог рођака против Византијског царства. Био је заробљен од стране Византинаца 959/962. и провео је четири или седам година у њиховој престоници, Константинопољу, где је компоновао своје најпознатије дело, збирку песама под називом ал-Румииат (الروميات). Његов отац Абил-Ала Саид — син оснивача породице Хамданид, Хамдана ибн Хамдуна — заузимао је истакнут положај на двору абасидског халифе ал-Муктадира (владао 908–932). Абу Фирасова мајка је била византијска грчка робиња (ослобођена након што је родила дете свог господара). Његово порекло по мајци касније је било извор подсмеха и подсмеха његових рођака Хамданида, што се огледа у његовим песмама.
- Абу Убаид ал-Касим бин Салам ал-Кхурасани ал-Харави (арапски: ابو عبيد القاسم بن سلام الخراساني الهروي; око 770.-838.) био је аутор арапске науке, а арапска наука је имала стандардну књижевну лексифику око 770–838. Рођен је у Херату, као син византијског/грчког роба. Напустио је свој родни град и студирао филологију у Басри код многих познатих учењака.
- Сулејман-паша (умро 1357), син Орхана, османског султана, и Нилуфер Хатун.
- Ахмед I - (1590-1617), османски султан, грчка мајка (Гулнус Султан) - супруга османског султана Мехмеда III.
- Ахмед III – (1673–1736), османски султан, грчка мајка (Еметула Рабиа Гулнус Султан), првобитно по имену Евемија, која је била ћерка грчког критског свештеника.
- Ал-Мухтади – Абу Исхак Мухамад ибн ал-Ватик (умро 21. јуна 870.), познатији по свом краљевском имену ал-Мухтади би-'лах (арапски: المهتدي بالله), је прогласио Калифат од јула 869. до јуна 870. године, током „Анархије у Самари“. Ал-Мухтадијева мајка била је Курб, грчка робиња. Као владар, ал-Мухтади је настојао да опонаша kалифу Омајада Омара ибн Абд ал-Азиза, који се сматра узорним исламским владаром. Због тога је живео строгим и побожним животом — нарочито уклонивши све музичке инструменте са двора — и ставио је до знања да лично председава судовима за жалбе (мазалим), чиме је задобио подршку обичног народа. Комбинујући „снагу и способност“, био је одлучан да поврати калифов ауторитет и моћ, које су нагризале током текуће „Анархије у Самари“ препиркама турских генерала.
- Ал-Му'тадид, (Арапски: بن العباس احمد بن طلحة احمد بن طلحة احمد بن طلحة الموفق), боље познат по свом краљевском имену ал-Му'тадид би-лах (арапски: المعتضد بالله, "Тражећи подршку у Богу") био је калиф Абасидског калифата од 892. до своје смрти 902. године. Ал-Му'тадид је рођен као Ахмад, син Талхе, једног од синова абасидског калифа ал-Мутавакила (р. 847–861), и грчкe робиње по имену Дирар.
- Ал-Ватхик (арапски: ابو جعفر هارون بن محمد المعتصال, 18. април 812 – 10. априла 812. – 10. априла 812. – 10. априла 812. године – 10. априла 812. године – 10. априла 812. године – 10. године, познатији је по имену Бог Ал-Хели), био је абасидски калиф који је владао од 842. до 847. године нове ере (227-232. у исламском календару). Ал-Ватик је био син ал-Му'тасима од византијског грчке робиње, Каратиса. Добио је име Харун по свом деди, калифу Харуну ал-Рашиду (р. 786–809).
- Бајазит I– (1354–1403), османски султан, грчка мајка (Гулцичек Хатун или Гулцицек Хатун) жена Мурада I.
- Бајазит II – (1447–1512), османски султан. Раширенији став је да је његова мајка била албанског порекла, иако је такође било спомињано и грчко порекло.[29]
- Џемила Бенхабиб (арапски: جميلة بن حبيب) (рођена 1972) је канадска новинарка, књижевница и политичарка која живи у Квебеку. Она је алжирског и кипарско-грчког порекла и позната је по свом противљењу муслиманском фундаментализму.
- Хасан паша,(око 1517–1572), био је син Хајредина Барбаросе (чија је мајка Катерина била Гркиња). Наследио је свог оца на месту владара Алжира и заменио Барбаросиног заменика Хасана Агу који је ефективно био на положају владара Алжира од 1533.
- Хусеин Камел од Египта, султан Хусеин Камел (арапски: السلطان حسين كامل; новембар 1853 — 9. октобар 1917) био је султан Египта. Хусеин Камел је био други син Кедиве Исмаил-паше, који је владао Египтом од 1863. до 1879. и његове жене Гркиње Нур Фелек Кадин.
- Ибрахим I, (1615–1648), османски султан, грчка мајка (Махпеикер Косем Султан), ћерка свештеника са острва Тинос; њено девојачко презиме било је Анастасија и била је једна од најмоћнијих жена у отоманској историји.
- Ибн ал-Руми – арапски песник је био син мајке Персије и оца ослобођеника из Византије и прешао је у ислам.
- Кајкаус II, Селџучки султан. Његова мајка била је ћерка грчког свештеника; а од Грка из Никеје он је током свог живота доследно тражио помоћ.
- Кејхосров II, (Персијски: غياث الدين كيخسرو بن كيقباد) био је султан од Сељукса од 1237 до његове смрти 1246. године. Владао је у време монголске инвазије на Анадолију. Предводио је војску Селџука са својим хришћанским савезницима у бици код Кесе Дага 1243. Био је последњи од селџучких султана који је имао значајну моћ и умро је као вазал Монгола. Он је био син Кајкубада I и његове жене Мах Пари Катун, која је по пореклу била Гркиња.
- Махмуд Сами ел-Баруди (1839–1904) био је премијер Египта од 4. фебруара 1882. до 26. маја 1882. и истакнути песник. Био је познат као Раб Алсеиф Вел Калам رب السيف و القلم („господар мача и пера“). Његов отац је припадао отоманско-египатској породици док је његова мајка била Гркиња која је прешла на ислам након удаје за његовог оца.[30]
- Монги Слим (арапски: منجي سليم‎) (1. септембар 1908 — 23. октобар 1969) је био тунижански дипломата који је постао први Африканац који је постао председник Генералне скупштине Уједињених нација 1961. године. дипломирао на Правном факултету Универзитета у Паризу. Французи су га два пута затварали током борбе за независност Туниса. Слим је потицао из аристократске породице грчког и турског порекла. Једног од Слимових прадеда, Грка по имену Кафкалас, гусари су као дечака ухватили и продали бегу из Туниса, који га је образовао и ослободио, а затим поставио за свог министра одбране.
- Мурат I, (1360–1389) османски султан, грчка мајка, (Нилуфер Хатун (локвањ на турском), ћерка византијске принцезе Јелене (Нилуфер).
- Мурат IV (1612–1640), османски султан, грчка мајка (Валиде Султанија, првобитно позната по имену Анастасија)
- Мустафа II – (1664–1703), Османски султан, грчка критска мајка (Валиде Султанија, првобитно названа Евемија).
- Оруч Барбароса, (такође звани Црвенобради), Османски бег (гувернер) Алжира и Бејлербеј (главни гувернер) Западног Медитерана. Рођен је на острву Мидили (Лезбос), мајка је била Гркиња (Катерина).
- Осман Хамди бег – (1842 – 24. фебруар 1910), османски државник и стручњак за уметност, а такође и истакнути и пионирски сликар, син Ибрахим Едхем-паше, Грка по рођењу, отетог након масакра у Хиосу. Био је оснивач Археолошког музеја у Истанбулу.[31]
- Селим I, османски султан; постоји грчко порекло његовог оца, Бајазита II, по мајчиној страни (Валиде Султанија Амина Гул-Бахар или Гулбахар Катун – Гркиња који је прешла на ислам); и за његову мајку Гулбахар Хатун (супруга Бајазита II), што би га учинило три четвртине Грком.[32]
- Шехзаде Халил (вероватно 1346–1362) је био османски принц. Отац му је био Орхан, други бег османског бејлика (касније царство). Његова мајка била је Теодора Кантакузина, ћерка византијског цара Јована Кантакузина и Ирине Асенине. Његово киднаповање била је важан догађај у османско-византијским односима у 14. веку.
- Талида Тамер је модел из Саудијске Арабије. Она је прва саудијска манекенка која је прошетала модном пистом у Паризу и прва која се нашла на насловној страни међународног часописа. Талида Тамер је рођена и одрасла у Џеди, Мека у Краљевини Саудијској Арабији. Њен отац, Аиман Тамер, је саудијски бизнисмен који је извршни директор и председник  Tamer Group, фармацеутске, здравствене и козметичке компаније. Њена мајка, Кристина Тамер, је бивша италијанска плесачица и модел за Ђорђо Армани. Њена бака је Гркиња.[33]
- Шеик Бедредин – (1359–1420) Револуционарни теолог, грчка мајка по имену „Мелек Хатун“.
- Тевфик Фикрет (1867–1915), османски песник који се сматра оснивачем модерне школе турске поезије, његова мајка је била Гркиња која је прешла на ислам са острва Хиос.[34]

## Муслимани грчког порекла
- Хусеин Хилми паша – (1855–1922), османски државник рођен на Лезбосу у породици грчког порекла која је раније прешла на ислам. Постао је два пута велики везир Османског царства након друге уставне ере, а такође је био суоснивач и поглавар Турског Црвеног полумесеца. Хусеин Хилми је био један од најуспешнијих османских администратора на Балкану с почетка 20. века и постао је османски генерални инспектор Македоније од 1902. до 1908. године, османски министар унутрашњих послова од 1908. до 1909. и амбасадор у Бечу од 1912. до 1918. године.[35]
- Хаџи Мустафа-паша (1733-1801), грчког муслиманског порекла, османски командант.[36]
- Ахмет Вефик-паша (Истанбул, 3. јул 1823 — 2. април 1891), био је познати Османлија грчког порекла (чији су преци прешли на ислам ).[37] Био је државник, дипломата, драматург и преводилац танзиматског периода. Био је задужен за највише државне дужности, укључујући и председавање првим турским парламентом. Такође је постао велики везир у два кратка периода. Вефик је такође основао прво отоманско позориште и покренуо прве позоришне представе у западном стилу у Бурси и превео главна Молијерова дела.
- Ахмед Ресми Ефенди (енглески, „Ахмед ефенди из Ресма“) (1700–1783), такође назван Ахмед бин Ибрахим Гириди („Ахмед, син Ибрахима Крићана“) био је грчки османски државник, дипломата и историчар, рођен у Муслиманска породица грчког порекла у критском граду Ретимну.[38] У погледу међународних односа, његов најважнији – и несрећни – задатак је био да делује као шеф османске делегације током преговора и потписивања споразума из Кучук Кајнарке. У књижевном домену остао је упамћен по разним делима међу којима истакнуто место заузимају његове сефаретнаме које приповедају о његовим амбасадама у Берлину и Бечу. Био је први турски амбасадор у Берлину.
- Аднан Кахвеци (1949–1993) је био истакнути турски политичар који је служио као кључни саветник премијера Тургута Озала током 1980-их. Његова породица је била из области Понта и он је течно говорио грчки.
- Булент Аринч (рођен 25. маја 1948) је заменик премијера Турске од 2009. Он је грчкофоног критског муслиманског порекла, а његови преци су стигли у Турску као критске избеглице за време султана Абдула Хамида и течно говори Критски грчки. Аринч је заговорник жеље да се Аја Софија поново претвори у џамију, што је изазвало дипломатске протесте Грчке.[39]

## Грци који су прешли на ислам
- Абул-Фатх Абдурахман Хазини био је грчки муслимански научник, астроном, физичар, биолог, алхемичар, математичар и филозоф – живео је у Мерву (данашњи Туркменистан).
- Атик Синан или „Стари Синан“ – отомански архитекта (не мешати са другим Синаном чије је порекло спорно између грчког, албанског, турског или јерменског.
- Бадр ал-Хамами, такође познат као Бадр ал-Кабир („Бадр старији“), је био генерал који је служио Тулунидима, а касније и Абасидима. Грчког порекла, Бадр је првобитно био роб оснивача Тулунидског режима, Ахмада ибн Тулуна, који га је касније ослободио. Године 914. био је гувернер Фарса.
- Карлос Мавролеон – син грчког бродовласника, етонски наследник богатства од 100 милиона фунти.
- Дамат Хасан паша, османски велики везир између 1703. и 1704. године. Он је првобитно био грчки преобраћеник на ислам из Мореје.[41]
- Дамјан из Тарса – Дамјан (умро 924), познат на арапском као Дамијана и по презимену Гулам Иазман, био је византијски грчки преобраћеник на ислам, гувернер Тарза 896–897 и један од главних вођа поморских напада на Византијско царство почетком 10. века. Године 911. напао је Кипар, који је од 7. века био неутрализовани арапско-византијски кондоминијум, и пустошио га четири месеца јер су његови становници помогли византијској флоти под адмиралом Химеријем у нападу на обале Калифата годину дана раније.
- Дука ал-Руми („Дукас Римљанин“) (умро 11. августа 919.) је био византијски Грк који је служио Абасидском калифату, пре свега као гувернер Египта 915–919. Поставио га је за гувернера Египта 915. године абасидски врховни заповедник Му'нис ал-Музафар, као део његових напора да стабилизује ситуацију у земљи и протера Фатимидску инвазију која је заузела Александрију.
- Султанија Еметулах Рабија Гулнуш била је супруга османског султана Мехмеда IV и Валиде Султан њихових синова Мустафе II и Ахмеда III (1695–1715). Рођена је од свештеника у Ретимну на Криту, тада под влашћу Венеције, девојачко презиме је Евманија Ворија и била је етничка Гркиња.[42][43][44] Ухваћена је када су Османлије освојиле Ретимно око 1646. године и послата је као робиња у Цариград, где је добила турско и муслиманско образовање у харемској палати Топкапи и убрзо је привукла пажњу султана Мехмеда IV.
- Џавхар (рођен око 928–930, умро 992), грчког порекла пореклом са Сицилије, који је доспео у редове команданта фатимидске војске. Предводио је освајање северне Африке, а затим и Египта и основао град Каиро и велику џамију ал-Азхар.[45]
- Гази Евренос, османски војни командант који је служио као генерал под Сулејман-пашом, Муратом I, Бајазитом I, Сулејманом Челебијем и Мехмедом I.
- Хамза Цорцис је британски јавни говорник и истраживач ислама. Британски муслимански конвертит грчког порекла. 2015. био је финалиста за верског адвоката године на Британским муслиманским наградама. Радио је на БиБиСи-ју.
- Хамза Јусуф – амерички исламски учитељ и предавач.
- Султанија Хандан супруга османског султана Мехмеда III.
- Хас Мурад паша - био османски државник и командант византијског грчког порекла.
- Ибрахим Едхем-паша, грчког порекла на острву Хиос, османски државник који је био на функцији великог везира на почетку владавине Абдул Хамида II између 5. фебруара 1877. и 11. јануара 1878.[46]
- Ишак-паша (? – 1497, Солун) је био Грк (мада неки извештаји кажу да је био Хрват) који је постао османски генерал, државник и касније велики везир. Његов први мандат као велики везир био је за време владавине Мехмеда II („Освајач“). Током овог мандата он је пребацио Туркменске људе из њиховог анадолског града Аксараја у новоосвојени Истанбул како би населио град који је изгубио део свог бившег становништва пре освајања. Четврт града у којој су се населили мигранти из Аксараја сада се зове Аксарај. Његов други мандат био је за време владавине Бајазита II.
- Исмаил Селим-паша (грчки: Ισμαηλ Σελιμ Πασας, око 1809–1867), такође познат као Исмаил Ферик-паша, био је египатски генерал грчког порекла. Био је унук Алексиос Алексија (1692–1786) и праунук племића Мисера Алексија (1637 – ?). Исмаил Селим је рођен као Емануил (грчки: Εμμανουηλ Παπαδακης) око 1809. у селу близу Психроа, које се налази на висоравни Ласити на острву Крит. Био је смештен у домаћинству свештеника Фрагија Пападакиса (грчки: Φραγκιος Παπαδακης) када су Османлије убиле Фрагија 1823. током Грчког рата за независност. Емануилов рођени отац био је велечасни Николај Алексиос Алексис који је умро у епидемији куге 1818. Емануил и његова млађа браћа Антониос Пападакис (грчки: Αντωνιος Παπαδακης (1810)–1810. су били Хатосан Папаша и Андреас који су били продавани као робови.
- Јамила Колоцотронис, грчко-немачки бивши лутерански научник и писац.
- Јован Челеби Комнин - син Исака Комнина († 1154). Отприлике 1130. године Јован и његов отац, планирали су да збаце стрица цара. Они су правили разне планове и савезе са вођом Данисхменда и другим Турцима који су држали делове Мале Азије. Године 1138. Јован и његов отац су се помирили са царем и добили потпуни помиловање. Године 1139. Јован је пратио цара у његовом походу на Малу Азију. 1140. при опсади Неокесарије пребегао је. Како каже Џон Џулијус Норич, он је то учинио тако што је „истовремено прихватио веру ислама и ћерку селџучког султана Месуда I“. Верује се да је име Јована Комнина, Целепес, грчки превод турског почасног Челебија, израза који означава племенито порекло или „џентлменско понашање“. Османски султани су тврдили да потичу од Јована Комнина.
- Козе Михаило (на турском за „Михаел Голобради“; 13. век – око 1340) пратио је Османа I у његовом успону на власт као емир и оснивач Османског царства. Сматра се првим значајним византијским одметником и прешао на ислам када је ступио у отоманску службу. Такође је био познат као 'Гази Михал' и 'Абдулах Михал Гази'. Био је византијски гувернер Чирменкије и био је етнички Грк. Дворац Харманкаиа (познат и као замак Белекома) налазио се у подножју планине Улудаг у Билечику у Турској. Михал је такође на крају преузео контролу над Лефкеом, Мецекеом и Акхисаром.
- Султанија Косем - била је најмоћнија жена у отоманској историји, супруга и омиљена конкубина османског султана Ахмеда IV постала је Валиде Султанија од 1623. до 1651. године, када су њени синови Мурат IV и Ибрахим I и њен унук Мехмед IV (1648–1687) владали као османски султани;; била је ћерка свештеника са острва Тинос – девојачко име Анастасија.
- Лав из Триполија (грч. Λεων ο Τριπολιτης) је био грчки отпадник и гусар који је служио арапским интересима у раном десетом веку.
- Султанија Махфируз Хатиџе – († 1621), девојачко име Марија, била је жена османског султана Ахмеда I и мајка Османа II.
- Махмуд-паша Анђеловић - Махмуд-паша или Махмуд-паша Анђеловић (1420–1474), такође познат као Адни, био је рођен у Србији, византијског племићког порекла (Ангелои), који је постао османски генерал и државник, након што га је као дете отео султан. Као Вели Махмуд-паша био је велики везир 1456–1468 и поново 1472–1474. Способан војни командант, све време свог мандата предводио је армије или пратио Мехмеда II у сопственим походима.
- Месих-паша - (умро у новембру 1501) је био османски државник византијског грчког порекла, био је нећак последњег византијског цара, Константина XI Палеолога. Служио је као Капудан паша Османске морнарице и био је велики везир Османског царства од 1499. до 1501. Месих и његов старији брат, Хас Мурад, заробљени су током пада Константинопоља и подигнути као пажи под покровитељством Мехмеда II. Месих је имао отприлике десет година у време када је узет у службу у палати. Он и два његова брата, од којих је један био Хасс Мурад паша, били су заробљени, преведени у ислам и подигнути као паже под покровитељством Мехмеда II као део девширме система.
- Мимар Синан - османски архитекта - његово порекло је вероватно грчко. У отоманским архивима не постоји ниједан документ у коме се наводи да ли је Синан био Јермен, Албанац, Турчин или Грк, већ само „православни хришћанин“. Они који сугеришу да би он могао бити Јермен, то чине само на основу чињенице да су највећа хришћанска заједница која је живела у околини Кајзерија били Јермени, али је постојала и прилично велика грчка популација (нпр. отац грчко-америчког филмског редитеља Елије Казана) у Кајсерију.
- Мехмед Сакизли - рођен је у хришћанској породици грчког порекла на острву Хиос и прешао је на ислам након што је годинама живео у Алжиру.
- Мисак Палеологос паша, члан византијске династије Палеолога и османски командант у првој опсади Родоса (1480). Био је османски државник и велики везир Османског царства од 1499. до 1501. године.
- Мохамед Хазнадар (محمد خزندار), рођен око 1810. на острву Кос и умро 1889. у Ла Марси, био је туниски политичар. Имао је грчко порекло, али је заточен и продат као роб египатском бегу. Касније је постао благајник Чакира Сахеба Етабе и био је каид Суса и Монастира од 1838. Остао је педесет година на једном или другом положају у служби пет узастопних бегова. Новембра 1861. именован је за министра унутрашњих послова, затим за министра рата у децембру 1862, за министра морнарице у септембру 1865, за министра унутрашњих послова поново у октобру 1873 и коначно за великог везира и председника Међународне финансијске комисије од 22. јула 1877. до 24. августа 1878.
- Мустафа Хазнадар (1817-1887) (مصطفى خزندار), био је премијер туниског бејлика од 1837. до 1873. Грчког порекла, рођен као Георгиос Калкиас Стравелакис, потекао је са острва Хиос 1817. године.Заједно са братом Јанисом, ухваћен је и продат у ропство од стране Османлија током масакра на Хиосу 1822. године, док је његов отац Стефанис Калкиас Стравелакис убијен.[47] Затим је одведен у Смирну, а затим у Цариград, где је продат као роб изасланику туниског бега

- Нилуфер Хатун (османски турски: نیلوفر خاتون, рођено име Холифере (Холофира) / Оливера, друга имена Бајалун, Бејлун, Бејалун, Билун, Сујун, Сујлун) је био Валиде Хатун; жена Орхана, другог османског султана. Била је мајка следећег султана, Мурата I. Традиционалне приче о њеном пореклу, које сежу до 15. века, су да је била ћерка византијског владара (текфура) Билечика, званог Холофира. Према неким причама, Орханов отац Осман је упао у Билечик у време Холофириног венчања који је тамо стигао са богатим поклонима и прерушеним и скривеним војницима. Холофира је била међу пленом и дата Орхану. Међутим, савремени истраживачи сумњају у ову причу, признајући да је можда била заснована на стварним догађајима. Сумње су засноване на разним секундарним доказима и недостатку директних документарних доказа тог времена. Конкретно, њено отоманско име Нилуфер што значи локвањ на перзијском језику. Други историчари је сматрају ћерком принца од Jархисара или византијске принцезе Хелене (Нилуфер), која је била етничког грчког порекла. Када је Орхан Гази био у кампањи, Нилуфер је деловала као његов регент, једина жена у отоманској историји која је икада добила такву моћ. За време Муратове владавине призната је као Валиде Султанija, или Краљица Мајка, прва у отоманској историји која је носила ову титулу, а када је умрла сахрањена је поред Орхана Газија и његовог оца Османа Газија у Бурси. Муслимански путник Ибн Батута, који је посетио Изник 1330-их, био је гост Нилуфер Хатун, коју је описао као „побожну и изврсну жену“.
- Ибрахим-паша Паргалија - први велики везир којег је именовао Сулејман Величанствени у Османском царству (владао од 1520. до 1566).
- Решид Мехмед-паша познат и као Кутахи (грчки: Μεχμετ Ρεσιτ πασας Κιουταχης, 1780–1836), био је истакнути османски државник и генерал који је достигао положај великог везира у првој половини 19. века. Решид Мехмед је рођен у Грузији, син грчког православног свештеника. Као дете постао је роб од Турака, и доведен у службу тадашњем Капудан паши Хусрев паши. Његова интелигенција и способност импресионирали су његовог господара и обезбедили му брз успон.
- Рум Мехмед-паша - био османски државник. Био је велики везир Османског царства од 1466. до 1469. године.
- Торгут - (1485–1565) је био озлоглашени варварски гусар Османског царства. Рођен је грчког порекла у селу близу Бодрума, на обали Егејског мора у Малој Азији. Након што је у младости прешао на ислам, служио је као адмирал и војник који је такође служио као алжирски бег; Бејлербеј са Медитерана; а прво бег, касније паша, Триполијски. Под његовом поморском командом Отоманско царство се проширило на северну Африку.[48] Када је служио као паша Триполија, он је украсио и изградио град, чинећи га једним од најупечатљивијих градова дуж северноафричке обале. Погинуо је у рату у Великој опсади Малте.
- Кет Стивенс - познати певач кипарског грчког порекла, прешао је у ислам на врхунцу своје славе у децембру 1977. и усвојио своје муслиманско име, Јусуф Ислам, следеће године.[49]